# Ferchel
Ferchel ist eine Wüstung in den Hellbergen in Sachsen-Anhalt südöstlich von Zichtau und westlich von Wiepke.

## Geschichte
Bereits bei der ersten Erwähnung 1473 war der Ferchen die wusten dorfsteden Verchen, also eine wüste Dorfstätte (Wüstung). Sie liegt auf der Nordostseite des zu den Hellbergen gehörenden Stufenberges, auf der Flur von Zichtau. 600 Meter südlich vom Dorf Zichtau liegen schmale Ackerstücke, die Höfe oder Wischhöfe und vor den Höfen genannt, das westlich anstoßende bewaldete Terrain wird Ferchel oder Verchel oder im Verchel genannt, hier also hat das alte Dorf gelegen.

## Fercheleiche

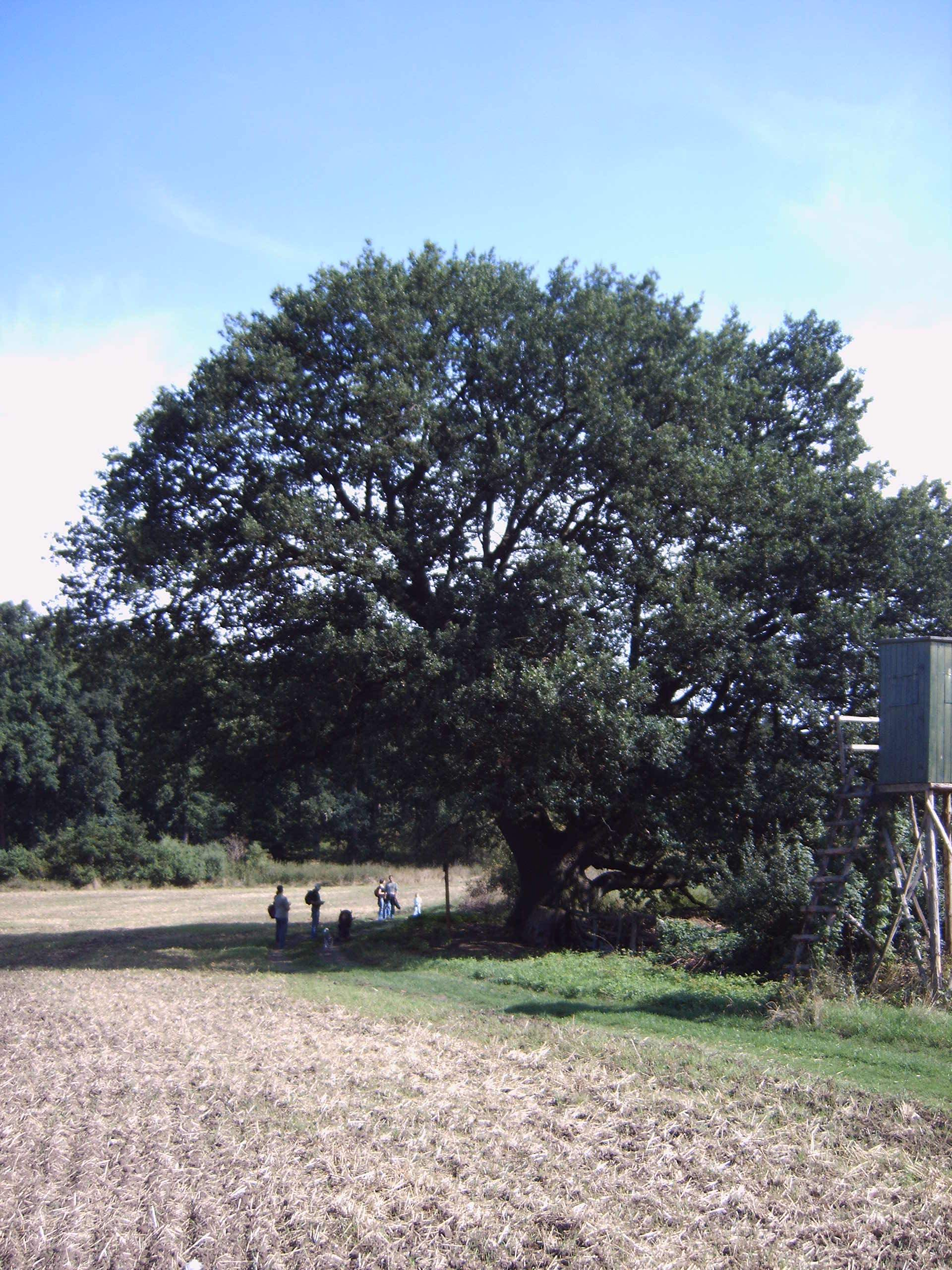
Ferchel-Eiche

Erhalten blieb eine zum Dorf gehörige Eiche. Der als Fercheleiche bezeichnete Baum, der das bedeutendste Naturdenkmal (ND0023SAW) der Hellberge darstellt und heute zur Gemarkung von Zichtau gehört, ist ein bekanntes Wanderziel der Gegend. Vor der Eiche weist ein Schild auf die Wüstung Ferchel hin.
Die landschaftsprägende, noch sehr vitale Stieleiche wird auf ein Alter von etwa 300 Jahren geschätzt. Schon in sehr geringer Höhe zweigen die ersten Äste, zum Teil waagrecht in Bodennähe, vom Stamm ab und begründen eine weitausladene Krone. Der Grundstamm hat nach Messung im Jahr 2017 einen Brusthöhenumfang von 6,25 m. Der Kronendurchmesser beträgt 29 m und die Höhe des Baumveterans wird mit 22 m angegeben.